# Мајкл Сталбарг
Мајкл Сталбарг (енгл. Michael Stuhlbarg; 5. јул 1968) је амерички филмски, телевизијски и позоришни глумац познат по улогама Арнолда Ротстина у серији Царство порока и Ларија Гопника у црној комедији Озбиљан човек.

## Филмографија
| Филмови             |                                      |               |                                         |                                                                                      |
| Година              | Српски назив                         | Изворни назив | Улога                                   | Напомене                                                                             |
| 2009                | Озбиљан човек                        |               | Лари Гопник                             | номинација - Златни глобус за најбољег глумца у играном филму (мјузикл или комедија) |
| 2011                | Иго                                  |               | Рене Табард                             |                                                                                      |
| 2012                | Људи у црном 3                       |               | Грифин                                  |                                                                                      |
| 2012                | Линколн                              |               | Џорџ Јејман                             |                                                                                      |
| 2013                | Несрећна Џасмин                      |               | др Фликер                               |                                                                                      |
| 2016                | Доктор Стрејнџ                       |               | Никодемус Вест                          |                                                                                      |
| 2016                | Долазак                              |               | Агент Халперн                           |                                                                                      |
| 2017                | Облик воде                           |               | др Роберт Хофстетлер / Димитри Мосенков |                                                                                      |
| 2017                | Скривена љубав                       |               | господин Перлман                        |                                                                                      |
| 2022                | Доктор Стрејнџ у мултиверзуму лудила |               | Никодемус Вест                          |                                                                                      |
| Телевизијске серије |                                      |               |                                         |                                                                                      |
| 2010–2013           | Царство порока                       |               | Арнолд Ротстин                          | 32 епизоде                                                                           |
| 2017                | Фарго                                |               | Сај Фелц                                | 9 епизода                                                                            |